# خسوس اولالا
خسوس اولالا (اسپانیایی: Jesús Olalla‎؛ زادهٔ ۱۵ ژوئیهٔ ۱۹۷۱) بازیکن هندبال اهل اسپانیا بود.
از باشگاه‌هایی که در آن بازی کرده‌است می‌توان به باشگاه هندبال بارسلونا اشاره کرد.